# Klubi Sportiv Apolonia Fier 2014-2015
Questa voce raccoglie le informazioni riguardanti il Klubi Sportiv Apolonia Fier nelle competizioni ufficiali della stagione 2014-2015.

## Rosa
| N. |                    | Ruolo | Calciatore                 |
| -- | ------------------ | ----- | -------------------------- |
| 1  | Albania (bandiera) | P     | Eduart Miço                |
| 2  | Albania (bandiera) | C     | Amarildo Dimo (capitano)   |
| 3  | Nigeria (bandiera) | D     | Sodiq Atanda               |
| 4  | Albania (bandiera) | D     | Renato Naçi                |
| 5  | Albania (bandiera) | C     | Klajdi Broshka             |
| 6  | Albania (bandiera) | D     | Rudin Nako (vice capitano) |
| 7  | Albania (bandiera) | C     | Igli Dakavelli             |
| 9  | Albania (bandiera) | A     | Andi Ribaj                 |
| 10 | Albania (bandiera) | C     | Julian Gërxho              |
| 12 | Albania (bandiera) | P     | Endrit Çako                |
| 14 | Albania (bandiera) | C     | Kliti Arapi                |
| 15 | Albania (bandiera) | D     | Izmir Balaj                |
| 17 | Albania (bandiera) | C     | Albi Prifti                |
| 19 | Albania (bandiera) | C     | Taulant Hysenshahaj        |

| N. |                    | Ruolo | Calciatore        |
| -- | ------------------ | ----- | ----------------- |
| 20 | Albania (bandiera) | C     | Dejan Andoni      |
| 22 | Albania (bandiera) | D     | Endrit Idrizaj    |
| 23 | Albania (bandiera) | A     | Andi Mahilaj      |
| 24 | Albania (bandiera) | D     | Andi Prifti       |
| 25 | Nigeria (bandiera) | D     | Gilbert Thompson  |
| 26 | Nigeria (bandiera) | C     | Anayo Thankgod    |
| 27 | Albania (bandiera) | C     | Xhek Kondakçiu    |
| 28 | Albania (bandiera) | C     | Realdo Fili       |
| 29 | Albania (bandiera) | D     | Ervis Kaja        |
| 42 | Nigeria (bandiera) | D     | Sulaimon Adekunle |
| 55 | Albania (bandiera) | D     | Erlando Mehmeti   |
| 77 | Albania (bandiera) | A     | Myrto Uzuni       |
| 99 | Serbia (bandiera)  | A     | Marko Rajković    |